# Zimmernsupra
Zimmernsupra település Németországban, azon belül Türingiában. Lakosainak száma 326 fő (2023. december 31.).

## Népesség
A település népességének változása:
| Lakosok száma | 340  | 334  | 341  | 333  | 326  |
|               | 2017 | 2019 | 2021 | 2022 | 2023 |